# 伊诺克·芬威克
伊诺克·芬威克 耶稣会（1780年5月15日—1827年11月25日）是美国天主教神父兼耶稣会士，在马里兰州各地传道，还是第12任喬治城大學校長。

## 脚注
1. ↑  Dodd & 1909，第40页